# Cymbidium hookerianum
Cymbidium hookerianum är en orkidéart som beskrevs av Heinrich Gustav Reichenbach. Cymbidium hookerianum ingår i släktet Cymbidium, och familjen orkidéer. Inga underarter finns listade i Catalogue of Life.

## Bildgalleri

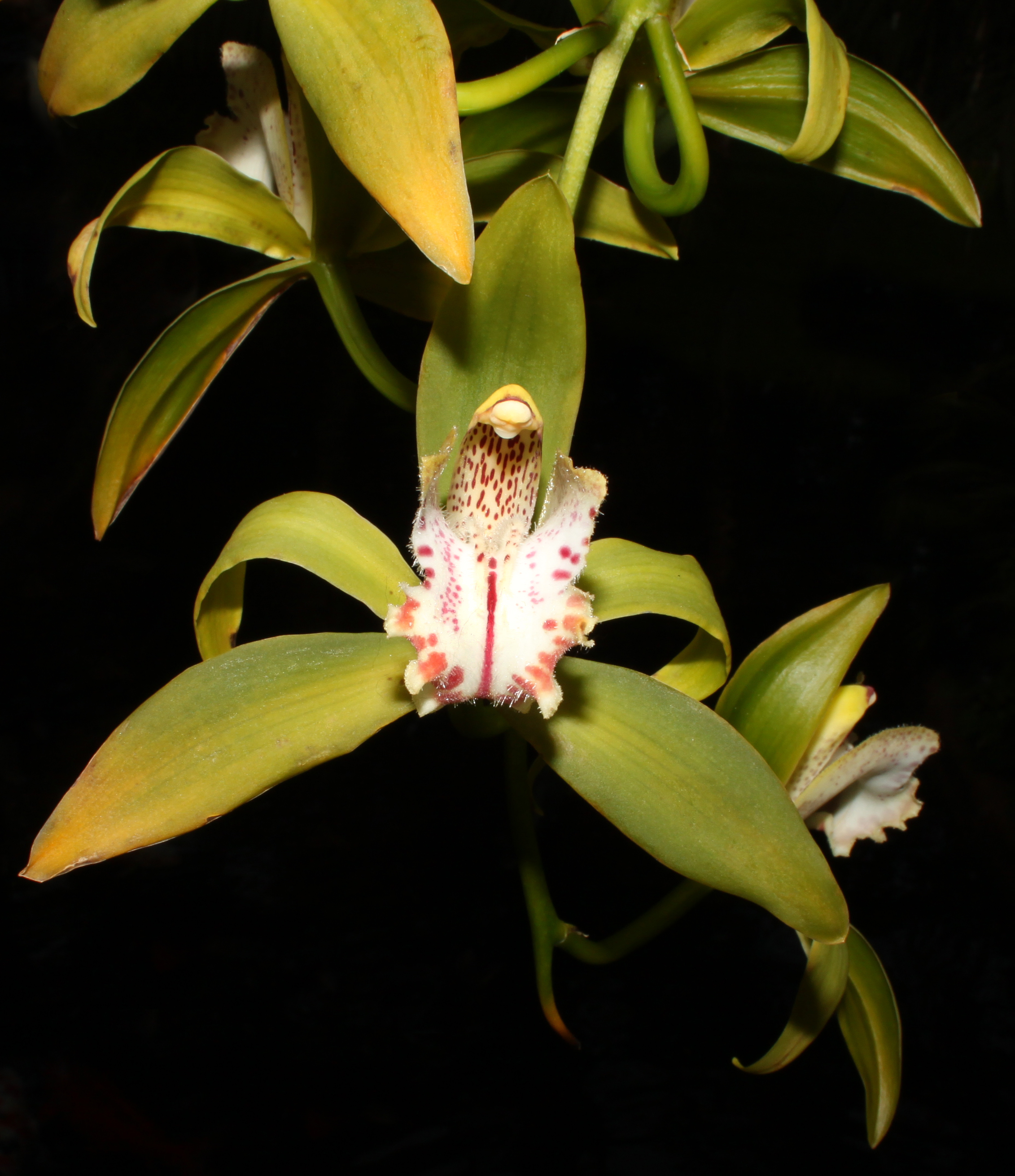
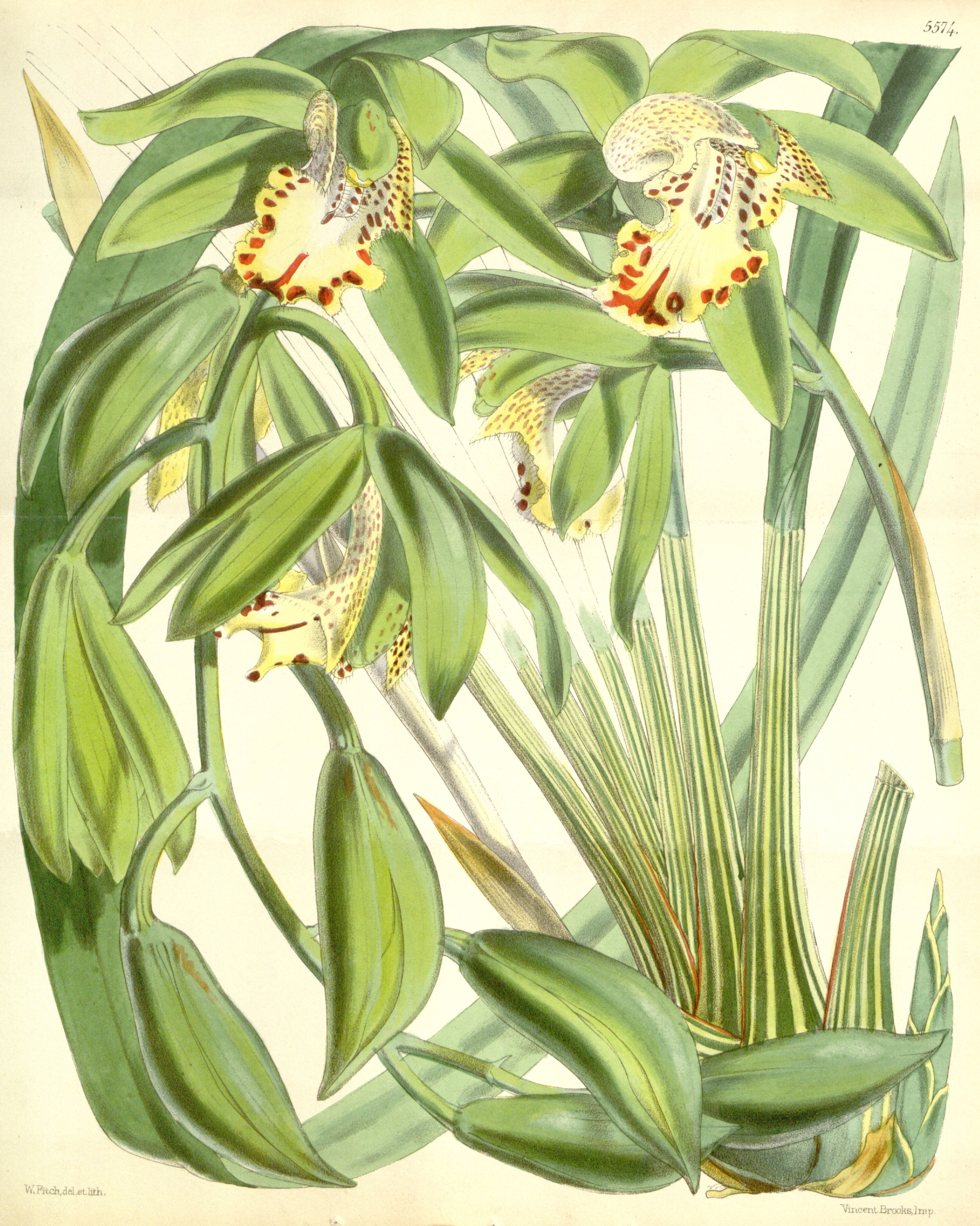